# Cireșeni, Harghita
Cireșeni (maghiară Sükő) este un sat în comuna Feliceni din județul Harghita, Transilvania, România.

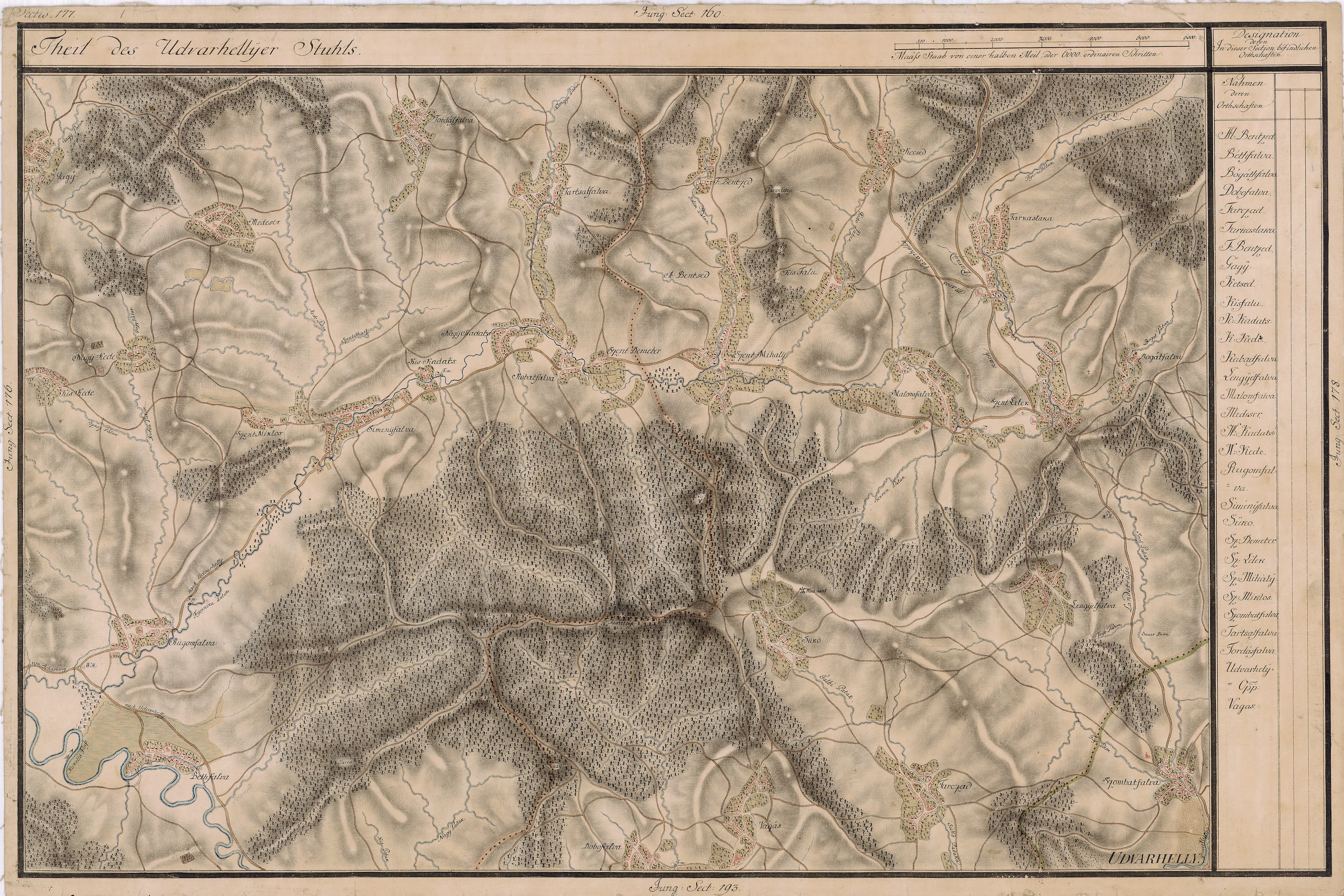
Cireșeni în Harta Iosefină a Transilvaniei, 1769-73

 Acest articol despre o localitate din județul Harghita este deocamdată un ciot. Puteți ajuta Wikipedia prin completarea lui.